# Nocturnal Depression
Nocturnal Depression – zespół muzyczny grający depressive black metal, założony w 2004 roku w Grenoble. Ich twórczość nawiązuje do tematyki samobójstw, smutku, desperacji, śmierci i natury.

## Obecny skład zespołu
- Herr Suizid - gitara, gitara basowa, perkusja
- Lord Lokhraed - śpiew

## Dyskografia

### Albumy studyjne
- Nostalgia - Fragments of a Broken Past (2006)
- Soundtrack for a Suicide - Opus II (2007)
- Reflections of a Sad Soul (2008)
- The Cult of Negation (2010)
- Suicidal Thoughts (2011)
- Near to the Stars (2014)
- Spleen Black Metal (2015)
- Deathcade (2017)[2]
- Children of the Night (2018)[3]
- Tides of Despair (2019)[4]
- When My Time Has Come (2022)[potrzebny przypis]
- Reflections of a Sad Soul (2022)[potrzebny przypis]

### Dema
- Suicidal Thoughts (2004)
- Near to the Stars (2004)
- Soundtrack for a Suicide (2005)
- Fuck Off Parisian Black Metal Scene (2005)
- Four Seasons to a Depression (2006)

### Splity
- Nocturnal Depression/Funeral RIP (2006)
- Wedard/Nocturnal Depression (2009)
- Dismal Empyrean Solitude (2009)
- Nocturnal Depression/Kaiserreich (2010)
- Acedi/Grimlair/Black Hate/Blodarv/Nocturnal Depression (2011)
- Nocturnal Depression/Myrd/Vspolokh (2014)
- Moloch/Nocturnal Depression (2016)
- Psychonaut 4/Nocturnal Depression (2018)

### DVD
- Mankind Suffering Visions (2009)